# ジロ・デ・イタリア 2016
ジロ・デ・イタリア 2016(Giro d'Italia 2016)は、ジロ・デ・イタリアの99回目のレース。オランダのアペルドールンをスタートし、トリノにゴールする3,383kmのコースで2016年5月6日から5月29日まで行われた。

## 出場チーム

### UCIプロコンチネンタルチーム
- バルディアーニ＝CFS（英語版）
- ガズプロム＝ルスヴェロ（英語版）
- NIPPO・ヴィーニファンティーニ
- ウィリエール・トリエスティーナ＝サウスイースト

## 日程
| 区間 | 日程 | コース                                                  | 距離(km) | 種類   | 種類                     | 区間勝者                       |
| ---- | ---- | ------------------------------------------------------- | -------- | ------ | ------------------------ | ------------------------------ |
| 1    | 5/6  | アペルドールン                                          | 9.8      |        | 個人タイムトライアル     | トム・デュムラン               |
| 2    | 5/7  | アーネム – ナイメーヘン                                 | 190      |        | 平坦                     | マルセル・キッテル             |
| 3    | 5/8  | ナイメーヘン – アーネム                                 | 189      |        | 平坦                     | マルセル・キッテル             |
|      | 5/9  | 休息日                                                  | 休息日   | 休息日 | 休息日                   | 休息日                         |
| 4    | 5/10 | カタンザーロ – プラーイア・ア・マーレ                   | 191      |        | 中級山岳                 | ディエゴ・ウリッシ             |
| 5    | 5/11 | プラーイア・ア・マーレ - ベネヴェント                   | 233      |        | 丘陵                     | アンドレ・グライペル           |
| 6    | 5/12 | ポンテ – ロッカラーゾ                                   | 165      |        | 中級山岳                 | ティム・ウェレンス             |
| 7    | 5/13 | スルモーナ - フォリーニョ                               | 210      |        | 丘陵                     | アンドレ・グライペル           |
| 8    | 5/14 | フォリーニョ – アレッツォ                               | 169      |        | 中級山岳                 | ジャンルカ・ブランビッラ       |
| 9    | 5/15 | ラッダ・イン・キアンティ - グレーヴェ・イン・キアンティ | 40.4     |        | 個人タイムトライアル     | プリモシュ・ログリッチ         |
|      | 5/16 | 休息日                                                  | 休息日   | 休息日 | 休息日                   | 休息日                         |
| 10   | 5/17 | カンピ・ビゼンツィオ – セストラ                         | 216      |        | 中級山岳                 | ジュリオ・チッコーネ           |
| 11   | 5/18 | モデナ – アーゾロ                                       | 212      |        | 中級山岳                 | ディエゴ・ウリッシ             |
| 12   | 5/19 | ノアーレ - ビビオーネ                                   | 182      |        | 平坦                     | アンドレ・グライペル           |
| 13   | 5/20 | パルマノーヴァ – チヴィダーレ・デル・フリウーリ         | 161      |        | 山岳                     | ミケル・ニエベ                 |
| 14   | 5/21 | ファッラ・ダルパーゴ – コルヴァーラ・イン・バディーア   | 210      |        | 山岳                     | エステバン・チャベス           |
| 15   | 5/22 | カステルロット – アルペ・ディ・シウージ                 | 10.8     |        | 個人山岳タイムトライアル | アレクサンドル・フォリフォロフ |
|      | 5/23 | 休息日                                                  | 休息日   | 休息日 | 休息日                   | 休息日                         |
| 16   | 5/24 | ブレッサノーネ – アンダロ                               | 133      |        | 中級山岳                 | アレハンドロ・バルベルデ       |
| 17   | 5/25 | モルヴェーノ – カッサーノ・ダッダ                       | 196      |        | 平坦                     | ローガー・クルーゲ             |
| 18   | 5/26 | ムッジョ – ピネローロ                                   | 234      |        | 中級山岳                 | マッテオ・トレンティン         |
| 19   | 5/27 | ピネローロ – リズール                                   | 161      |        | 山岳                     | ヴィンチェンツォ・ニバリ       |
| 20   | 5/28 | ギレストル – ヴィナーディオ                             | 134      |        | 山岳                     | レイン・ターラミャエ           |
| 21   | 5/29 | クーネオ – トリノ                                       | 150      |        | 平坦                     | ニキアス・アルント             |

## 各賞の変遷
| 区間     | 区間勝者                       | 総合首位                       | ポイント賞             | 山岳賞                 | 新人賞                   | チーム総合首位                   | チームポイント賞                 |
| -------- | ------------------------------ | ------------------------------ | ---------------------- | ---------------------- | ------------------------ | -------------------------------- | -------------------------------- |
| 1        | トム・デュムラン               | トム・デュムラン               | トム・デュムラン       | なし                   | トビアス・ルドヴィクソン | チーム・ジャイアント＝アルペシン | チーム・ジャイアント＝アルペシン |
| 2        | マルセル・キッテル             | トム・デュムラン               | マルセル・キッテル     | オマル・フライレ       | トビアス・ルドヴィクソン | チーム・ジャイアント＝アルペシン | チーム・ジャイアント＝アルペシン |
| 3        | マルセル・キッテル             | マルセル・キッテル             | マルセル・キッテル     | マールテン・チャリンギ | トビアス・ルドヴィクソン | チーム・ジャイアント＝アルペシン | エティックス・クイックステップ   |
| 4        | ディエゴ・ウリッシ             | トム・デュムラン               | マルセル・キッテル     | ダミアーノ・クネゴ     | ボブ・ユンゲルス         | アスタナ・プロチーム             | エティックス・クイックステップ   |
| 5        | アンドレ・グライペル           | トム・デュムラン               | マルセル・キッテル     | ダミアーノ・クネゴ     | ボブ・ユンゲルス         | アスタナ・プロチーム             | エティックス・クイックステップ   |
| 6        | ティム・ウェレンス             | トム・デュムラン               | マルセル・キッテル     | ダミアーノ・クネゴ     | ボブ・ユンゲルス         | アスタナ・プロチーム             | エティックス・クイックステップ   |
| 7        | アンドレ・グライペル           | トム・デュムラン               | アンドレ・グライペル   | ティム・ウェレンス     | ボブ・ユンゲルス         | アスタナ・プロチーム             | ロット・ソウダル                 |
| 8        | ジャンルカ・ブランビッラ       | ジャンルカ・ブランビッラ       | アンドレ・グライペル   | ティム・ウェレンス     | ボブ・ユンゲルス         | エティックス・クイックステップ   | エティックス・クイックステップ   |
| 9        | プリモシュ・ログリッチ         | ジャンルカ・ブランビッラ       | アンドレ・グライペル   | ティム・ウェレンス     | ボブ・ユンゲルス         | エティックス・クイックステップ   | エティックス・クイックステップ   |
| 10       | ジュリオ・チッコーネ           | ボブ・ユンゲルス               | アンドレ・グライペル   | ダミアーノ・クネゴ     | ボブ・ユンゲルス         | モビスター・チーム               | エティックス・クイックステップ   |
| 11       | ディエゴ・ウリッシ             | ボブ・ユンゲルス               | アンドレ・グライペル   | ダミアーノ・クネゴ     | ボブ・ユンゲルス         | モビスター・チーム               | エティックス・クイックステップ   |
| 12       | アンドレ・グライペル           | ボブ・ユンゲルス               | アンドレ・グライペル   | ダミアーノ・クネゴ     | ボブ・ユンゲルス         | モビスター・チーム               | エティックス・クイックステップ   |
| 13       | ミケル・ニエベ                 | アンドレイ・アマドール         | ジャコモ・ニッツォーロ | ダミアーノ・クネゴ     | ボブ・ユンゲルス         | モビスター・チーム               | エティックス・クイックステップ   |
| 14       | エステバン・チャベス           | ステーフェン・クラウスヴァイク | ジャコモ・ニッツォーロ | ダミアーノ・クネゴ     | ボブ・ユンゲルス         | アスタナ・プロチーム             | エティックス・クイックステップ   |
| 15       | アレクサンドル・フォリフォロフ | ステーフェン・クラウスヴァイク | ジャコモ・ニッツォーロ | ダミアーノ・クネゴ     | ボブ・ユンゲルス         | アスタナ・プロチーム             | チーム・ロットNL・ユンボ         |
| 16       | アレハンドロ・バルベルデ       | ステーフェン・クラウスヴァイク | ジャコモ・ニッツォーロ | ダミアーノ・クネゴ     | ボブ・ユンゲルス         | アスタナ・プロチーム             | チーム・ロットNL・ユンボ         |
| 17       | ローガー・クルーゲ             | ステーフェン・クラウスヴァイク | ジャコモ・ニッツォーロ | ダミアーノ・クネゴ     | ボブ・ユンゲルス         | アスタナ・プロチーム             | チーム・ロットNL・ユンボ         |
| 18       | マッテオ・トレンティン         | ステーフェン・クラウスヴァイク | ジャコモ・ニッツォーロ | ダミアーノ・クネゴ     | ボブ・ユンゲルス         | アスタナ・プロチーム             | エティックス・クイックステップ   |
| 19       | ヴィンチェンツォ・ニバリ       | エステバン・チャベス           | ジャコモ・ニッツォーロ | ダミアーノ・クネゴ     | ボブ・ユンゲルス         | アスタナ・プロチーム             | エティックス・クイックステップ   |
| 20       | レイン・ターラミャエ           | ヴィンチェンツォ・ニバリ       | ジャコモ・ニッツォーロ | ミケル・ニエベ         | ボブ・ユンゲルス         | アスタナ・プロチーム             | エティックス・クイックステップ   |
| 21       | ニキアス・アルント             | ヴィンチェンツォ・ニバリ       | ジャコモ・ニッツォーロ | ミケル・ニエベ         | ボブ・ユンゲルス         | アスタナ・プロチーム             | エティックス・クイックステップ   |
| 最終成績 | 最終成績                       | ヴィンチェンツォ・ニバリ       | ジャコモ・ニッツォーロ | ミケル・ニエベ         | ボブ・ユンゲルス         | アスタナ・プロチーム             | エティックス・クイックステップ   |